# مقاطعة ويشي
مقاطعة ويشي هي مقاطعة في مقاطعة خنان، الصينية. وهي تقع تحت إدارة مدينة كايفنغ.